# Dinorfina A
La dinorfina A es una forma de dinorfina y un péptido opioide endógeno con la secuencia de aminoácidos : Tyr-Gly-Gly-Phe-Leu-Arg-Arg-Ile-Arg-Pro-Lys-Leu-Lys. 
Dinorfina A1–8 es una forma truncada de dinorfina A con la secuencia de aminoácidos: Tyr-Gly-Gly-Phe-Leu-Arg-Arg-Ile. Dinorfina A1–8 es un agonista en los receptores opioides mu, kappa y delta; tiene la mayor afinidad de unión por el receptor opioide kappa. 